# Fulda (rivière)
Pour les articles homonymes, voir Fulda (homonymie).
La Fulda est une rivière allemande de 220 km de long, prenant sa source au Wasserkuppe, une montagne basaltique du Rhön. 
Elle traverse le land de Hesse avant de former la Weser avec la Werra. Elle longe en particulier la ville de Cassel et traverse la ville éponyme de Fulda.